# Font del Boix (Bertí)
La font del Boix és una font del poble de Bertí, en el terme municipal de Sant Quirze Safaja, a la comarca del Moianès.
Està situada a 825 metres d'altitud, al capdamunt de la cinglera dels Cingles de Bertí, al nord-oest de Can Rombella i al sud-oest dels Camps de Bellavista, al nord-est del Puigfred. És construïda de pedra picada; de tant d'entrar-hi els càntirs, es va anar esmolant i fa un call fondo. El termenal amb Sant Martí de Centelles hi passa arran.